# Distrito de Nuwakot
El Distrito de Nuwakot (en nepalí: नुवाकोट जिल्ला Escucharⓘ, una parte de la provincia de Bagmati, es uno de los setenta y siete distritos de Nepal. El distrito, con Bidur como sede distrital, tiene una superficie de 1,121 km   y tenía una población de 288.478 en 2001 y 277.471 en 2011.[cita requerida] Es un distrito históricamente importante en Nepal. Prithvi Narayan Shah murió en Devighat de Nuwakot.
El distrito contiene lugares de importancia histórica como la ciudad de Nuwakot y la aldea de Devighat ubicada en la confluencia de los ríos Tadi y Trishuli. Kakani es popular entre los nepalíes como lugar turístico y de pícnic.[cita requerida] Nuwakot tiene la reminiscencia diferente desde el movimiento de unificación iniciado por el difunto rey Prithvi Narayan Shah hasta la situación actual.

## Etimología
El nombre, 'Nuwakot', se compone de dos palabras 'nawa' y 'kort'. 'Nawa' significa nueve en nepalí y 'kort' significa sitios religiosos sagrados en la cima de la colina. En consecuencia, el distrito tiene nueve colinas sobre las que se dice que habitan varias deidades que supervisan y protegen a Nuwakot. Esto ha llevado a Nuwakot a menudo a ser llamada "Ciudad de las nueve colinas". El rey de Gorkhali, Prithivi Narayan Shah, invadió Nuwakot, que estaba bajo el gobierno de Jaya Prakash Malla, e hizo de Nuwakot la capital de su reino.[cita requerida]

## Geografía y clima
| Zona climática    | Rango de elevación         | % de área |
| ----------------- | -------------------------- | --------- |
| Tropical superior | 300 a 1.000 metros         | 28,6%     |
| Subtropical       | 1.000 a 2.000 metros       | 50,8%     |
| Templado          | 2.000 a 3.000 metros       | 13,4%     |
| Subalpino         | 3.000 a 4.000 metros       | 3,9%      |
| Alpino            | 4.000 a 5.000 metros       | 1,3%      |
| Nival             | por encima de 5.000 metros | 0,3%      |

## Demografía
Según el censo de Nepal de 2011, el distrito de Nuwakot tenía una población de 277.471 habitantes. De estos, el 54,6% hablaba nepalí, el 39,9% tamang, el 2,0% newari y el 0,9% lepcha como lengua materna.
El 38,2% de la población del distrito hablaba nepalí como segunda lengua.

## Administración

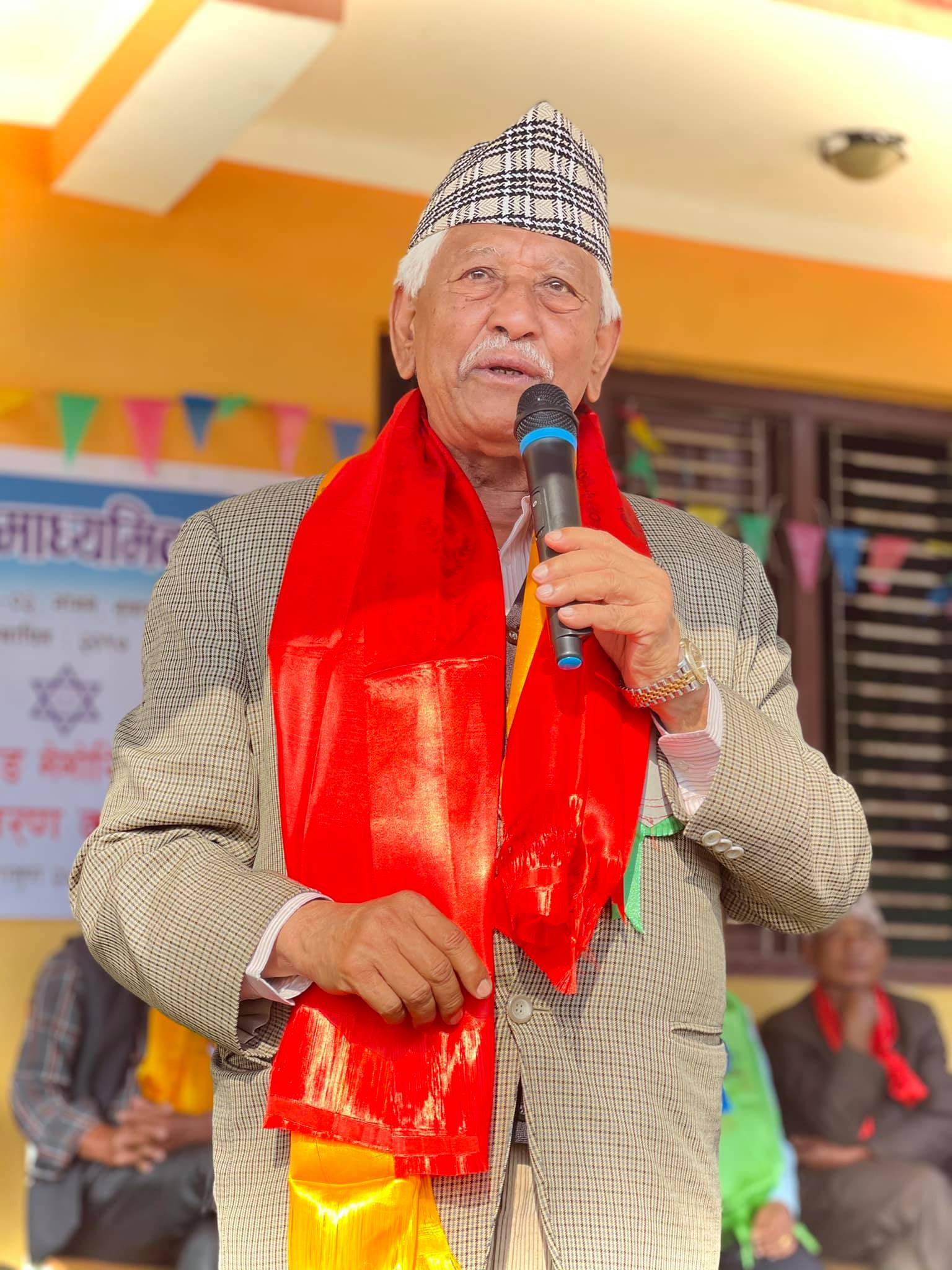
El líder del Congreso Popular Arjun Narasingha KC es oriundo de Rautbesi, Nuwakot

El distrito consta de 12 municipios, de los cuales dos son municipios urbanos y diez son municipios rurales. Estos son los siguientes:
- Municipio de Bidur
- Municipio de Belkotgadhi
- Municipio rural de Kakani
- Municipio rural de Panchakanya
- Municipio rural de Likhu
- Municipio rural de Dupcheshwar
- Municipio rural de Shivapuri
- Municipio rural de Tadi
- Municipio rural de Suryagadhi
- Municipio rural de Tarkeshwar
- Municipio rural de Kispang
- Municipio rural de Myagang

### Localidades
- Bageshwari Chokadi
- Balkumari
- Barsunchet
- Belkot
- Beteni
- Bhadratar
- Bhalche
- Budhasing
- Bungtang
- Charghare
- Chaturale
- Chaughada
- Chauthe
- Chhap
- Dangsing
- Deurali
- Duipipal
- Ganeshthan
- Gaunkharka
- Gerkhu
- Ghyangphedi
- Gorsyang
- Jiling
- Kakani
- Kalibas
- Kalikahalde
- Kalyanpur
- Kaule
- Khadag Bhanjyang
- Kharanitar
- Kholegaun Khanigaun
- Kintang
- Kumari
- Lachyang
- Likhu
- Madanpur
- Mahakali
- Manakamana
- Narjamandap
- Okharpauwa
- Panchkanya
- Phikuri
- Ralukadevi
- Ratmate
- Rautbesi
- Salme
- Samari
- Samundradevi
- Samundratar
- Shikharbesi
- Sikre
- Sundaradevi
- Sunkhani
- Suryamati
- Talakhu
- Taruka
- Thanapati
- Thansing
- Thaprek
- Tupche
- Urleni

## Economía
Nuwakot, al ser un área montañosa con muy pocas llanuras, la mayoría de las áreas aún no están desarrolladas. En los últimos años, se puedden observar grandes cambios. Las áreas de la ciudad cuentan con escuelas, colegios, hospitales y también se desarrolla la infraestructura vial. Actualmente hay dos centrales hidroeléctricas en funcionamiento y, a partir de 2020, la primera parte de la mayor central solar (Nuwakot Solar Power Station) se incorporó a la red eléctrica de Nepal. Las personas dependen de la agricultura, la enseñanza, la economía extranjera, la ganadería, los negocios, los hoteles, el agroturismo, el ecoturismo y el banco Khadya, etc.

## Zona Económica Especial
Jiling es reconocida como un área SEZ (en inglés: Special Economic Zone) donde florecen los negocios y existe la intención de hacer crecer los negocios y la economía de Nuwakot. NEPAL KHADYA BANK LTD. se ha establecido en Kashitar para servir a los agricultores en seguridad alimentaria, bancos de alimentos, almacenamiento, suministro y distribución de granos.

## Vistas
Nuwakot, Bagmati: Un palacio de siete pisos se encuentra en la parte superior del municipio de Bidur. Las vistas de Nuwakot se pueden observar desde el lugar.[cita requerida]

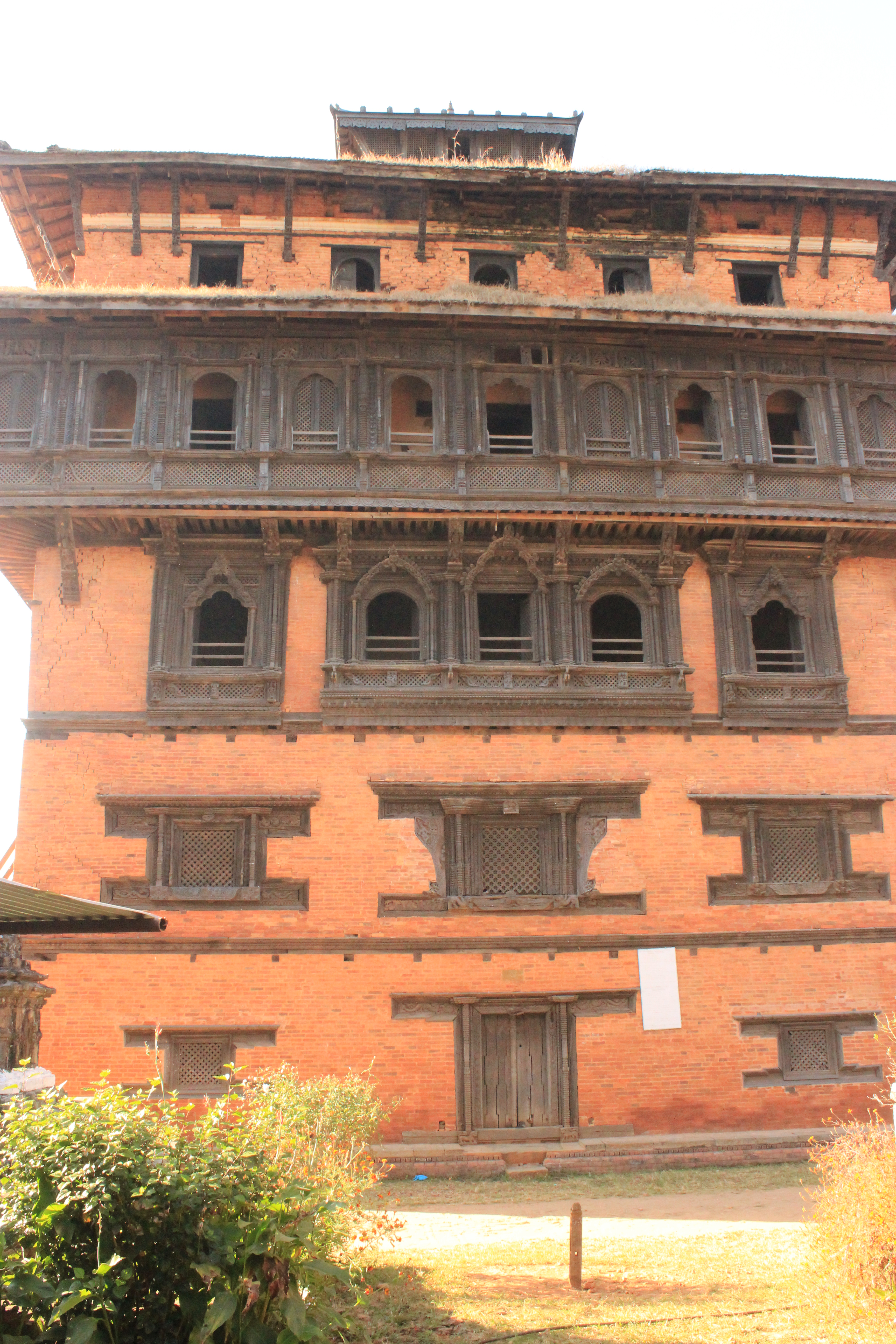
Saat Talle Durbar

Río Trishuli: Uno de los principales ríos de Saptagandaki pasa justo a través del área media de Nuwakot.
Kakani: Una puerta de entrada de Katmandú a Nuwakot. Un lugar común para observar el atardecer y las montañas.[cita requerida]
Devighat: Cerca de la unión de los ríos Trishuli y Suryamati (Tadi) se encuentra devighat. Este lugar es históricamente importante.[cita requerida] El lugar de la muerte del gran rey Prithvi Narayan Shah.
Kashitar: Uno de los principales lugares donde la gente trabaja en Ecoturismo, Agroturismo y Seguridad Alimentaria.[cita requerida]

## Lugares religiosos
Nuwakot, siendo principalmente hindú por religión, tiene muchos lugares históricamente y religiosamente importantes.
- Templo Bhairavi
- Templo Jalpa Devi
- Templo Dupcheshwar Mahadev
- Chimteshor Mahadev
- Templo Bandevi
- Templo Panchakanya
- Templo de Indra Kamala

El templo Indrakamala Mai es un lugar religioso y cultural en el distrito de Nuwakot, que tiene 18 km lejos de Bidur la sede de Nuwakot y 8 km de la oficina del municipio rural de Kakani. Se encuentra en el distrito número -8 del municipio rural de Kakani en la provincia de Bagmati. Está rodeado de vegetación natural y ubicado en la playa de las tres gargantas donde miles de devotos vienen a adorar al dios Indrakamala básicamente en Dashain. Se cree que logra objetivos y deseos después de adorar.[cita requerida]

## Personas notables
- Ram Sharan Mahat
- Arjun Narasingha K.C.
- Prakash Chandra Lohani
- Narayan Prasad Jatiwada
- Kishor Nepal[4]